# Beata Brookes
Beata Ann Brookes, CBE (* 21. Januar 1931 in Rhuddlan, Denbighshire, Wales; † 18. August 2015) war eine britische Politikerin der Conservative Party, die unter anderem zwischen 1979 und 1989 Mitglied des ersten und zweiten Europäischen Parlamentes war.

## Leben
Beata Ann Brookes begann nach dem Besuch des Lowther College in Abergele ein Studium an der University of Wales, Bangor und absolvierte mit einem Stipendium des US-Außenministeriums ein Studium der Politikwissenschaften in den USA. Nach ihrer Rückkehr war sie als Sekretärin einer Firma in Nordwales tätig. Anfang der 1950er trat sie in die Conservative Party ein und begann ihr politisches Engagement als Mitglied des Gemeinderates (Urban District Council) von Rhyl. Bei der Unterhauswahl am 26. Mai 1955 kandidierte sie für die Konservativen im Wahlkreis Widnes, unterlag dabei aber dem Wahlkreisinhaber James MacColl von der Labour Party. Später arbeitete sie für den als Sozialarbeiterin für Denbighshire County Council, dem Rat der Grafschaft Denbighshire, und bewirtschaftete als Landwirtin eine Farm. 
Am 20. April 1961 war Beata Brookes konservative Kandidatin bei der Nachwahl (By-election) im Wahlkreis Warrington, einem sicheren Labour-Sitz. Dabei unterlag sie dem Kandidaten Labour Party Thomas Williams deutlich. 1963 wurde sie von der konservativen Regierung in den Walisischen Krankenhausvorstand (Welsh Hospital Board) berufen, dem sie elf Jahre lang bis 1974 angehörte. Nach ihrer Scheidung von Anthony Arnold im Mai 1963 gab sie bekannt, dass sie weiterhin als Miss Beata Brookes bekannt bleiben wolle. Bei Unterhauswahl am 15. Oktober 1964 kandidierte sie für die Conservative Party im Wahlkreis Manchester Exchange, unterlag jedoch auch dieses Mal dem Wahlkreisinhaber der Labour Party, William Griffiths. 1973 wurde sie Mitglied der Gesundheitsbehörde von Clwyd (Clwyd Area Health Authority), in dem sie Mitglied des Ausschusses für Familienmedizin war, und war auch in den Mitglied des Ausschusses für soziale Dienstes des Rates des Grafschaft Clwyd (Clwyd County Council).
Bei der Europawahl am 7. Juni 1979 wurde Beata Brookes für die Conservative Party zum Mitglied des 1. Europäischen Parlamentes gewählt und gehörte diesem vom 17. Juli 1979 nach ihrer Wiederwahl bei der Europawahl am 14. Juni 1984 auch als Mitglied des zweiten Europäischen Parlamentes bis zum 24. Juli 1989 an. Sie schloss sich der Fraktion der Europäischen Demokraten (ED) an und war in der ersten Legislaturperiode zunächst zwischen dem 20. Juli 1979 und dem 9. Juli 1981 Mitglied des Ausschusses für soziale Angelegenheiten und Beschäftigung sowie anschließend vom 10. Juli 1981 bis zum 23. Juli 1984 Mitglied des Ausschusses für Jugend, Kultur, Bildung, Information und Sport. In ihrer zweiten Legislaturperiode war sie vom 26. Juli 1987 bis zum 20. Februar 1987 zunächst Mitglied und anschließend zwischen dem 20. Februar 1987 und dem 24. Juli 1987 stellvertretendes Mitglied des Ausschusses für Jugend, Kultur, Bildung, Information und Sport. Daneben war sie zwischen dem 12. Februar 1985 und dem 20. Januar 1987 Mitglied der Delegation für die Beziehungen zu den Golfstaaten und daraufhin zudem vom 20. Februar 1987 bis zum 24. Juli 1989 Mitglied des Ausschusses für Regionalpolitik und Raumordnung. Weiterhin fungierte sie vom 26. Juli 1984 bis zum 24. Juli 1989 als stellvertretendes Mitglied des Ausschusses für die Rechte der Frau, zwischen dem 26. Juli 1984 und dem 20. Januar 1987 als stellvertretendes Mitglied des Ausschusses für Landwirtschaft, Fischerei und Ernährung sowie schließlich vom 21. Januar 1987 bis zum 24. Juli 1989 als stellvertretendes Mitglied des Politischen Ausschusses. Während ihrer Parlamentszugehörigkeit erhielt sie in Anspielung auf die „Eiserne Lady“, Premierministerin Margaret Thatcher, den Spitznamen „The Celtic Iron Lady“.
Für ihre politischen Verdienste wurde Beata Ann Brookes am 15. Juni 1996 als Commander des Order of the British Empire (CBE) ausgezeichnet. Nachdem sie aus der Conservative Party ausgetreten war, trat sie 2013 der EU-skeptischen und rechtspopulistischen Partei für die Unabhängigkeit des Vereinigten Königreichs UKIP (UK Independence Party) bei.